# Royal Saudi Air Force
Các lực lượng không quân Hoàng gia Ả Rập Saudi (tiếng Ả Rập: القوات الجوية الملكية السعودية, al-quwat al-jawwiyyah al-malakiyyah as-sudiyyah)) là lực lượng không quân của các lực lượng vũ trang Ả Rập Saudi. Các lực lượng không quân Hoàng gia Ả Rập đã phát triển từ một lực lượng quân sự phòng thủ chủ yếu thành một lực lượng có khả năng tấn công tiên tiến và duy trì phi đội F-15 lớn thứ ba sau Hoa Kỳ và Nhật Bản.
Xương sống của RSAF hiện là Boeing F-15 Eagle, với Panavia Tornado cũng tạo thành một thành phần chính. Tornado và nhiều máy bay khác đã được chuyển giao theo hợp đồng Al Yamamah với British Aerospace (nay là BAE Systems). RSAF đã đặt hàng nhiều loại vũ khí khác nhau trong những năm 1990, bao gồm các tên lửa chống hạm Sea Eagle, bom dẫn đường bằng laser và bom trọng lực. Al-Salam, người kế thừa thỏa thuận Al Yamamah sẽ thấy 48 Eurofighter Typhoon được giao bởi BAE.